# År 805
År 805 er en dansk animationsfilm fra 2018 instrueret af Tor Fruergaard.

## Handling
Året er 805. Erik ankommer til Kroppedal fra Gotland. Han er vikingekriger, men træt af død og krig. Han slår sig ned hos Astrid, der efter en tid med hungersnød har mistet sin mand og er alene med to børn. Erik og Astrid skaber en ny vej sammen. Men livet i vikingetiden er ubarmhjertigt. Den mindste fejl kan lede til fatale begivenheder og ændre deres verden for altid.